# Rogoźna
Rogoźna (niem. Rogoisna) – część miasta oraz dzielnica Żor o charakterze podmiejskim i zabudowie jednorodzinnej w południowo-zachodniej części miasta przy drodze wojewódzkiej nr 932 łączącej Wodzisław Śląski i Żory.

## Położenie Administracyjne
Usytuowana jest na terenie Rybnickiego Okręgu Przemysłowego, który stanowi fragment południowo-zachodniej części województwa śląskiego.
Pod względem administracyjnym ziemia ta należała do księstwa raciborskiego, na terytorium którego w 1818 roku utworzono powiat podzielony dodatkowo w 1954 roku na powiat rybnicki – w części północnej o powierzchni 618 km² i wodzisławski- w części południowej o powierzchni 335 km². w 1975 roku doszło do zmian podziału administracyjnego państwa. Zlikwidowano powiaty, powstały nowe województwa. Odtąd podział miał być dwustopniowy: województwom podlegały miasta i gminy. Żory pozostały w województwie katowickim i zostały miastem, do którego w czerwcu 1975 roku dołączono Rogoźnę. w 1999 roku doszło do nowego podziału państwa, w wyniku którego powstało 16 województw, a Żory znalazły się w województwie śląskim. Rogoźna leży w południowo-zachodniej części miasta. Z północy graniczy z dzielnicą Rowień-Folwarki, z zachodniej z dzielnicą Rój, z południowego wschodu z dzielnicą Osiny, natomiast od wschodu z dzielnicą zachód i dzielnicą Pawlikowski.

## Pochodzenie nazwy i herb
Rogoźna po raz pierwszy wzmiankowana została jako wieś założona na prawie polskim iure polonico w księdze Liber fundationis episcopatus Vratislaviensis w spisanej w latach 1295–1305, we fragmencie Rogosina in una parte decima solvitur more polonico. Była wtedy wsią położoną w pobliżu Rybnika, Żor i Wodzisławia. Nazwa ta pochodzi od wyrazu „rogoża” (trzcina, sitowie) – to rośliny z rodziny pałkowatcych, służącej do wyrobu koszyków i mat. Etymologia ludowa głosi, iż w XVIII w. właścicielem wsi był człowiek imieniem Roger. Od jego imienia wieś miała zostać nazwana Rogoźna. Inne zapiski podają, że nazwa Rogoźna ma swój pierwowzór w nazwie najwyższego punktu wioski(rogu dzielącego wody na dwie części, z których jedne płyną do Odry, a drugie do Wisły). Z tego działu wód miała nazwę wioska – Rogoźna. Nazwa miejscowa, w przeciwieństwie od ludowej etymologii Rój nie posiada odzwierciedlenia w jej godle. W wyobrażeniu herbowym Rogoźnej, który używane było na pieczęci wsi, a następnie gminy aż do końca XVIII wieku, występuje kura i kogut. Barwy godła prawdopodobnie interpretacją czasów najnowszych.

## Dzieje Rogoźnej
Około roku 1300 wieś była podzielona na dwie części. Jedną część uiszczała biskupowi wrocławskiemu dziesięcinę w wysokości 1/4 miarki, druga część była z niej zwolniona. Około 1540 roku Rogoźna znajdowała się w rękach rodziny Wyskota v. Wodnik. Sigismund (w tłum. Zygmunt) Wyskota – późniejszy właściciel Żor – przepisał w 1540 roku oprócz Gotartowic, Rownia, Kłokocina również Rogoźnę swojej żonie Christinie z d. Czernicki. Rodzina ta była w posiadaniu tych ziem do 1565 roku. Według notatek Weltzla właścicielem Rogoźnej od 1572 do 1631 rok była rodzina Rogojskich. Jako pierwszego zarządce wymienia się Johanna Rogojskiego. Ta żyjąca tu w średniowieczu rodzina miała kilku zacnych członków. Stanisław Rogojski służył cesarzowi Maksymilianowi II i Rudolfowi II. Ów Stanisław jako posłaniec cesarza był wysłany do Polski. Georg (Jerzy) Rogojski walczył z Turkami na Morei i tam zginął, trzeci z tej rodziny – Nikolaus (Mikołaj) piastował jakiś wyższy urząd na dworze książąt śląskich. Ród Rogojskich posiadał swój herb – skierowanego w prawo skaczącego jelenia w złotym porożu i dookoła ciała opasanego pasem.
Od 1631 do 1641 r. właścicielem Rogoźnej był Paul (Paweł) Larisch v. Nimsdorf, w latach 1641–1651 wieś była w posiadaniu Wenzela (Wacława) Gusnara z Komorna. Jak podaje Nowack, w 1654 roku Rogoźna miała obowiązek płacić proboszczowi z Boguszowic dziesięcinę, a miastu Żory oddawać 8 talarów na szpital lub przytułek. W późniejszym okresie wieś była własnością rodziny Larisch von Nimsdorf, wreszcie od 1719 do 1749 należała do rodziny von Tluck. W historii wsi podaje się, iż występujące tu dwie jej części nazywane były Rogoźną Dolną i Górną. W roku 1754 i po 1773 jako właściciela Dolnej Rogoźnej podaje się Leopolda Josepha von Larischa. W latach 1758 do 1762 właścicielką Górnej Rogoźnej była Anna v. Schalscha z domu Ziemięcki. W roku 1765 właścicielem Górnej Rogoźnej był v. Manowski. W 1783 roku żyło tutaj 73 mieszkańców, z tego 5 siedlaków i 12 zagrodników. Za Alberta v. Görtz, który władał Rogoźną w latach 1781 do 1796, części Rogoźnej: Górna i Dolna zostały połączone. Zmarł on w wieku 51 lat na puchlinę wodną, nie pozostawiając żadnego potomka. Jego żona zmarła 8 lat wcześniej. Jego bracia Karl, Gottffried, Philipp i dzieci jego szwagra Karla v. Szymoński sprzedali 2 X 1802 roku Rogoźnę panu o nazwisku Rittmeister.
W roku 1818 Wilhelm Rudolf Zawadzki z Gierałtowic sprzedał Rogoźnę Ludvikovi von Pelchrzim und Trzenkowitz (Trzankowice). Jako właściciel Rogoźnej dołożył on wszelkie starania by tworząca się w tym roku szkoła dawała dzieciom solidne wykształcenie. 14 IV 1825 spaliły się zabudowania dobra rycerskie Pelchrzima. Po pożarze przeprowadził się wraz z rodziną do Żor. Na wieść o tragedii odwiedziła go delegacja Żorskich obywateli. W 1832 roku dobra Rogoźnej przeszły w ręce Friderike v. Wojski z domu Ohm v. Januschowski. Kolejne lata przynosiły częste zmiany właścicieli wsi. W maju 1843 roku majątek szlachecki kupił Juliusz Goerlich, w sierpniu tego samego roku odkupił go Wilhelm Freund. Dobra szlacheckie przechodziły kolejno w ręce: 1845 Friedricha Patzlera, 1854 Franza Thannheisera, 1887 jego syna Ferdinanda, 1894 Paula Hofrichtera. W 1894 roku majątek Rogoźnej został częściowo rozparcelowany: 450 morgów zostało przy dworze, 700 morgów rozparcelowano wśród ludzi. Właściciel pozostałego przy dworze majątku zarządzał nim do roku 1909, kiedy to sprzedał go rodzinie Proske z Branitz.
W połowie XIX wieku we wsi dominowała ludność polska. Topograficzny opis Górnego Śląska z 1865 roku notuje stosunki ludnościowe na terenie wsi – „Es befinden sich in Rogoisna 43 Haushaltungen mit 237 polnisch Sprechenden(...).”, czyli w tłumaczeniu na język polski „W Rogoźnej znajduje się 43 gospodarstw domowych z 237 mieszkańcami mówiącymi po polsku(...)”.